# (5940) Feliksobolev
(5940) Feliksobolev (1981 TJ4) – planetoida z pasa głównego asteroid okrążająca Słońce w ciągu 5,3 lat w średniej odległości 3,04 j.a. Odkryta 8 października 1981 roku.